# 1338 год
1338 (ты́сяча три́ста три́дцать восьмо́й) год  по юлианскому календарю — невисокосный год, начинающийся в четверг. Это 1338 год нашей эры, 8‑й год 4‑го десятилетия XIV века 2‑го тысячелетия, 9‑й год 1330‑х годов. Он закончился 687 лет назад.
| Пн | Вт | Ср | Чт | Пт | Сб | Вс |
|    |    |    | 1  | 2  | 3  | 4  |
| 5  | 6  | 7  | 8  | 9  | 10 | 11 |
| 12 | 13 | 14 | 15 | 16 | 17 | 18 |
| 19 | 20 | 21 | 22 | 23 | 24 | 25 |
| 26 | 27 | 28 | 29 | 30 | 31 |    |

| Пн | Вт | Ср | Чт | Пт | Сб | Вс |
|    |    |    |    |    |    | 1  |
| 2  | 3  | 4  | 5  | 6  | 7  | 8  |
| 9  | 10 | 11 | 12 | 13 | 14 | 15 |
| 16 | 17 | 18 | 19 | 20 | 21 | 22 |
| 23 | 24 | 25 | 26 | 27 | 28 |    |

| Пн | Вт | Ср | Чт | Пт | Сб | Вс |
|    |    |    |    |    |    | 1  |
| 2  | 3  | 4  | 5  | 6  | 7  | 8  |
| 9  | 10 | 11 | 12 | 13 | 14 | 15 |
| 16 | 17 | 18 | 19 | 20 | 21 | 22 |
| 23 | 24 | 25 | 26 | 27 | 28 | 29 |
| 30 | 31 |    |    |    |    |    |

| Пн | Вт | Ср | Чт | Пт | Сб | Вс |
|    |    | 1  | 2  | 3  | 4  | 5  |
| 6  | 7  | 8  | 9  | 10 | 11 | 12 |
| 13 | 14 | 15 | 16 | 17 | 18 | 19 |
| 20 | 21 | 22 | 23 | 24 | 25 | 26 |
| 27 | 28 | 29 | 30 |    |    |    |

| Пн | Вт | Ср | Чт | Пт | Сб | Вс |
|    |    |    |    | 1  | 2  | 3  |
| 4  | 5  | 6  | 7  | 8  | 9  | 10 |
| 11 | 12 | 13 | 14 | 15 | 16 | 17 |
| 18 | 19 | 20 | 21 | 22 | 23 | 24 |
| 25 | 26 | 27 | 28 | 29 | 30 | 31 |

| Пн | Вт | Ср | Чт | Пт | Сб | Вс |
| 1  | 2  | 3  | 4  | 5  | 6  | 7  |
| 8  | 9  | 10 | 11 | 12 | 13 | 14 |
| 15 | 16 | 17 | 18 | 19 | 20 | 21 |
| 22 | 23 | 24 | 25 | 26 | 27 | 28 |
| 29 | 30 |    |    |    |    |    |

| Пн | Вт | Ср | Чт | Пт | Сб | Вс |
|    |    | 1  | 2  | 3  | 4  | 5  |
| 6  | 7  | 8  | 9  | 10 | 11 | 12 |
| 13 | 14 | 15 | 16 | 17 | 18 | 19 |
| 20 | 21 | 22 | 23 | 24 | 25 | 26 |
| 27 | 28 | 29 | 30 | 31 |    |    |

| Пн | Вт | Ср | Чт | Пт | Сб | Вс |
|    |    |    |    |    | 1  | 2  |
| 3  | 4  | 5  | 6  | 7  | 8  | 9  |
| 10 | 11 | 12 | 13 | 14 | 15 | 16 |
| 17 | 18 | 19 | 20 | 21 | 22 | 23 |
| 24 | 25 | 26 | 27 | 28 | 29 | 30 |
| 31 |    |    |    |    |    |    |

| Пн | Вт | Ср | Чт | Пт | Сб | Вс |
|    | 1  | 2  | 3  | 4  | 5  | 6  |
| 7  | 8  | 9  | 10 | 11 | 12 | 13 |
| 14 | 15 | 16 | 17 | 18 | 19 | 20 |
| 21 | 22 | 23 | 24 | 25 | 26 | 27 |
| 28 | 29 | 30 |    |    |    |    |

| Пн | Вт | Ср | Чт | Пт | Сб | Вс |
|    |    |    | 1  | 2  | 3  | 4  |
| 5  | 6  | 7  | 8  | 9  | 10 | 11 |
| 12 | 13 | 14 | 15 | 16 | 17 | 18 |
| 19 | 20 | 21 | 22 | 23 | 24 | 25 |
| 26 | 27 | 28 | 29 | 30 | 31 |    |

| Пн | Вт | Ср | Чт | Пт | Сб | Вс |
|    |    |    |    |    |    | 1  |
| 2  | 3  | 4  | 5  | 6  | 7  | 8  |
| 9  | 10 | 11 | 12 | 13 | 14 | 15 |
| 16 | 17 | 18 | 19 | 20 | 21 | 22 |
| 23 | 24 | 25 | 26 | 27 | 28 | 29 |
| 30 |    |    |    |    |    |    |

| Пн | Вт | Ср | Чт | Пт | Сб | Вс |
|    | 1  | 2  | 3  | 4  | 5  | 6  |
| 7  | 8  | 9  | 10 | 11 | 12 | 13 |
| 14 | 15 | 16 | 17 | 18 | 19 | 20 |
| 21 | 22 | 23 | 24 | 25 | 26 | 27 |
| 28 | 29 | 30 | 31 |    |    |    |

## События

### Италия

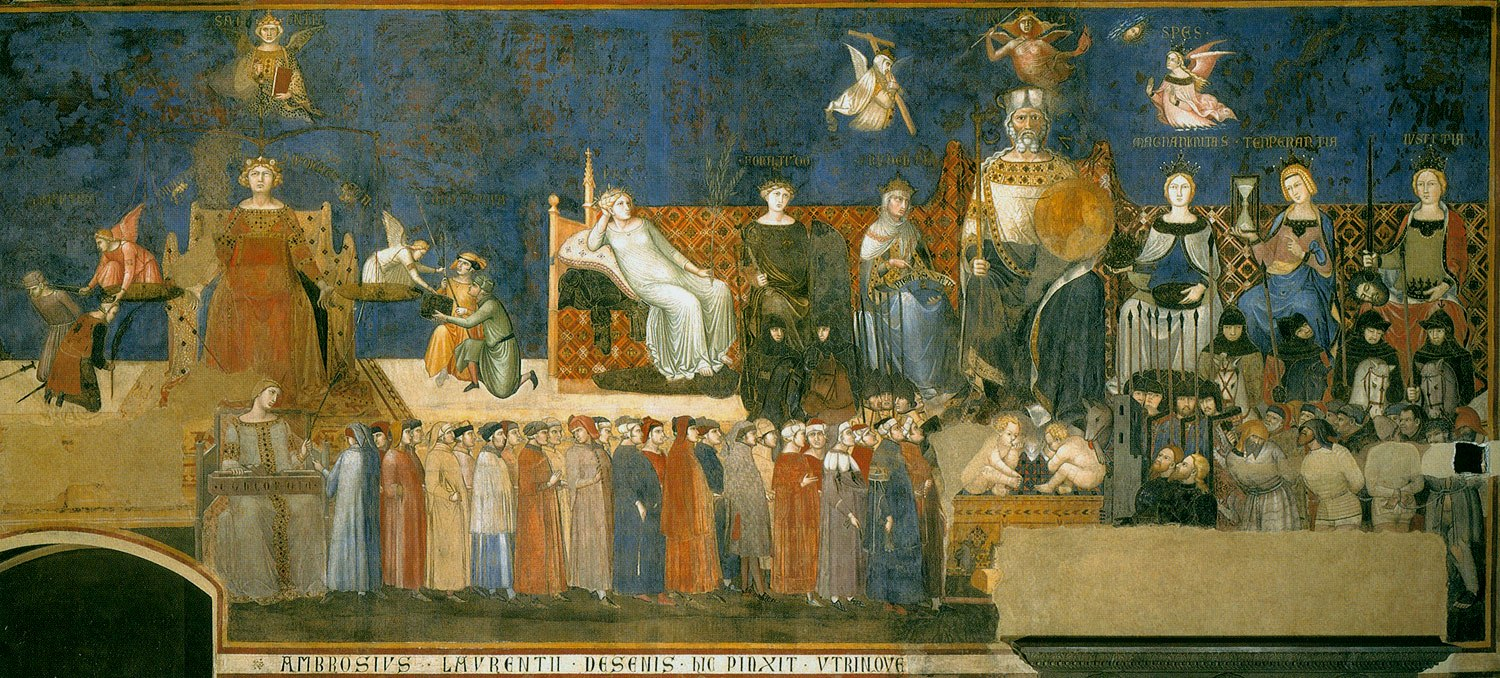
Амброджио Лоренцетти «Аллегория доброго правления» фреска, деталь. 1337—1339 гг. Сиена, Палаццо Пубблико.

- Над душевнобольным королём Сицилии Педро II установлено регентство его брата Джованни Рандаццо
- Возможная дата знакомства Боккаччо с Фьямметтой.
- Таддео Гадди расписывает базилику Санта-Кроче во Флоренции.
- Первое упоминание художника Франческо ди Нери да Вольтерры.
- Тосканский город Пеша присоединён к Флорентийской республике.

### Испания
- Основан город Вильяро

### Франция

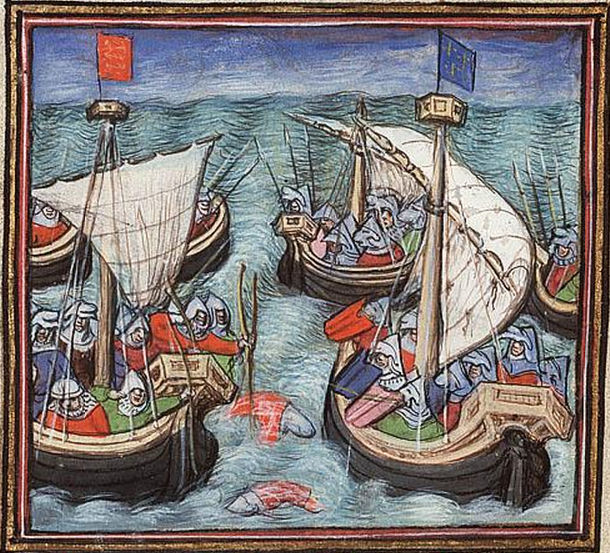
Битва при Арнемёйдене

- 1337—1360 — Эдвардианская война. Первый этап Столетней войны[1].
  - Март 1338—октябрь 1339 — Морская кампания в Ла-Манше[2].
  - 23 сентября — французский флот под командованием адмиралов Юго Кирье и Николя Бегюше разбивает английскую эскадру в морской битве при Арнемёйдене. Первый европейский морской бой с использованием артиллерии — английский корабль «Христофор» имел три пушки[3].
  - Войска французского короля приступили к завоеванию Гиени и напали на английский Портсмут.
- Король Филипп VI присваивает своей жене Жанне Бургундской полномочия управительницы государства.
- Будущий папа Иннокентий VI становится епископом Нойонским.

### Англия
- 1332—1357 — Вторая война за независимость Шотландии[4].
- 22 апреля — войска английского короля высаживаются в Антверпене.
- Армия Уильяма Монтегю, графа Солсбери безуспешно осаждает шотландский Данбар.
- Роберт III д’Артуа, решив ускорить события Столетней войны, во время пира преподнёс королю Эдуарду III цаплю, убитую его соколом. Роберт назвал цаплю «самой трусливой птицей», «которая по праву должна быть подана самому трусливому королю».
- Начало строительства замка Форд.
- Маргарита, герцогиня Норфолк наследует титул отца.

### Фландрия
- 29 апреля — наступательный и оборонительный союз между Брюгге, Ипром и Гентом. Летом граф Людовик I сбегает из Фландрии, взятой под контроль повстанцами.
- Восстание сукноделов Гента против графа Фландрии Людовика I во главе с купцом Якобом Артевелде (ок.1290-1345).

### Центральная Европа
- 1337—1338 — Султан Мухаммед Узбек хан в походе против Польши.
- Март — вышеградский союз между Карлом Робертом Венгерским, Казимиром III Польским и Юрием II Болеславом Галицко-Волынским. Последний назначает своим наследником польского короля, что впоследствии приведёт к войне за его наследство.
- 01 ноября — Гедемин с детьми Наримантом, Ольгердом и полоцким епископом Григорием заключают перемирие с Ливонским орденом. В данном документе впервые упомянут Ольгерд[5].
- Галицко-волынский князь Юрий II Болеслав завещал свои земли польскому королю Казимиру III.
- Франтишек Пражский принимается за свою хронику.
- Император Людовик IV издал манифест «Fidem catholicam», где провозглашает равенство папы и императора, а также закон «Licet juris» о выборах императора.
- Встретившись с английским королём Эдуардом III, Людвиг Баварский поддержал претензии Эдуарда на французский трон и назначил его викарием империи.
- В Тюрингии началась чеканка мейсенского гроша.
- Первое упоминание польского города Неменчине.
- В Праге устроена Староместская ратуша путём объединения в один комплекс нескольких домов, пожалованных горожанами для этой цели.

### Византия
- Турки в своём переселении достигли Босфора. Османы берут Никомедию
- Григорий Палама начинает писать «Девять слов против Варлаама» (1338—1341)

### Азия
- 1338—1339 — Иль-ханша Сати-бег.
- Факхруддин Мубарак Шах захватил Читтагонг (Бангладеш).
- В войне с китайцами в Гималаях Делийский султанат понёс значительные потери, чем воспользовалась Бенгалия, освободившись от власти Дели.
- Заживо содрали кожу с племянника индийского султана Мухамеда Туглака
- В Японии учреждено новое самурайское правительство — сёгунат Муромати, которое было возглавлено Асикагой Такаудзой (просуществовал до 1573 года).
- Папа Бенедикт XII посылает в Китай 50 священников.
- В Семиречье и Кульджинском крае упоминается кровавое гонение на христиан.
- Работает китайский художник Кэ Цзюсы

## Русь
Правление: 1328—1340 — Иван Данилович Калита
- Осень — князь Александр Михайлович возвращается из Золотой Орды, куда он отправился в 1336 году, в сопровождении татарских послов "и много сътворишеться тягости христианском" (очевидно, связано это с необходимостью выплаты крупных денежных сумм ордынского выхода), вступает на второе тверское княжение, которое соответственно теряет его брат Константин, чтобы вернуть в 1339 году[6].
- Тверские бояре, не выдержав крупных денежных выплат ордынского выхода наложенного на них, начинают отъезжать из Твери в Москву к великому князю Ивану Калите[6].
- Зима 1338/1339 — Александр Михайлович посылает в Золотую Орду своего сына Фёдора Александровича с татарским послом Авдулом (и очевидно с тверским ордынским выходом)[6].
- Восстановление престижа тверского князя Александра и установление им тесных связей с ханом, нем устраивает Ивана Калиту, который в следующем 1339 году едет в Орду и обвиняет Александра перед ханом[6].
- Дочь Ивана Калиты Мария выходит замуж за ростовского князя Константина Васильевича
- Возможная дата покупки Калитой Белозерского княжества
- Князья Василий Дмитриевич Ярославский и Роман Белозёрский посещают Орду.
- Карельский валит тайно призвал шведов, с их помощью выбил малочисленных новгородцев и литовцев, а после этого выбил из крепости самих шведов, и пользуясь замёрзшими озёрами Вуоксы, как зимниками, дошёл до Выборга и попытался его взять. За это время про новгородская партия у него в тылу подняла мятеж. В результате попытки суверенизации Карелии, Новгородская республика ликвидировала автономию Карелии.
- Новгородские бояре Козма Твердиславич и Александр Борисович ездили в Швецию для заключения нового договора взамен нарушенного шведами Ореховского.
- Наримунт Гедиминович отказывается прийти на помощь новгородцам против шведов и отзывает из города своего сына Александра.
- Шведы безуспешно штурмуют Староладожскую крепость. Сожжён её посад[7].
- Новгородская чернь восстала против архимандрита Есифа.
- Иконописец Исакий по поручению новгородского владыки Василия, «с другы» писал иконы для Входоиерусалимской церкви.

## Начало правления
См. также: Список глав государств в 1338 году

## Родились
- 4 января — Мухаммад Vаль-Гани, 8-й и 11-й эмир Гранады (Испания) из династии Насридов.
- 21 января — Карл V Мудрый, король Франции из династии Валуа.
- 3 февраля — Жанна де Бурбон, жена короля Франции Карла V Мудрого.
- 23 марта — Император Го-Когон, Император Японии с 1352 по 1371 год.
- 17 мая — Никколо II д’Эсте, итальянский дворянин, маркиз Феррары, Модены и Пармы.
- 4 сентября — Ан-Насир Мухаммад Салахуддин, правитель Йемена, зейдитский имам, потомок Пророка Мухамеда.
- 2 октября — Исмаил II ибн Юсуф, 9-й эмир Гранады из династии Насридов.
- 5 октября — Алексей III Великий Комнин, император Трапезунда с 1349 по 1390 год.
- 29 ноября — Лионель Антверпенский, второй сын короля Англии Эдуарда III.
- Билигту-хан — Великий хан Монгольской империи из династии Северная Юань.
- Джордж Данбар — шотландский барон, активный участник войн между Англией и Шотландией в конце XIV—начале XV века.
- Стефан Твртко I Котороманич — боснийский бан (наместник) из династии Котроманичей. Король Боснии и Сербии с 1377 года, король Далмации и Хорватии с 1390 года.
- Томас де Бошан — английский аристократ и военачальник времён Столетней войны, рыцарь ордена Подвязки.

## Скончались
- 21 апреля — Феодор I Палеолог (род. 1290), сын византийского императора Андроника II Палеолога.
- 4 августа — Томас Бразертон (род. 1 июня 1300), лорд-маршал Англии, сын английского короля Эдуарда I.
- 17 августа — Нитта Ёсисада (род. 1301), японский государственный деятель, полководец периода Камакура — начала периода Намбокутё.
- 22 августа — Гильом II Сицилийский (род. 1312), итальянский и ближневосточный феодал, сын короля Сицилии Федериго II, внук короля Неаполя Карла II Хромого.
- Есаи Нчеци (род. 1260 или 1265) — выдающийся армянский мыслитель, философ, грамматик, богослов, педагог и общественный деятель.
- Ованес Ерзнкаци-Цорцореци (род. ок. 1270) — армянский философ, грамматик, поэт, переводчик, педагог и церковно-общественный деятель, видный представитель Гладзорской школы.